# Drew Pearson
Drew Pearson (South River, 12 gennaio 1951) è un ex giocatore di football americano statunitense che ha giocato nel ruolo di wide receiver per tutta la carriera con i Dallas Cowboys della National Football League. Al college ha giocato a football alla Tulsa University. Nel 2021 è stato introdotto nella Pro Football Hall of Fame.

## Carriera professionistica
Nel 1973, Pearson firmò come free agent non scelto nel draft dai Dallas Cowboys, divenendo uno dei migliori ricevitori della lega e terminando la carriera con 489 ricezioni per 7.822 yard e 50 touchdown (48 su ricezione e 2 su fumble recuperati). Per queste prestazioni fu inserito nella formazione ideale della NFL degli anni 1970.
Pearson fu inserito per tre volte nella prima formazione ideale della stagione All-Pro (1974, 1976–77) e fu convocato per tre Pro Bowl nel 1974, 1976 e 1977. Guidò la National Football Conference (NFC) in passaggi ricevuti nel 1976 nel 58 e fu il capitano dell'attacco dei Cowboys nel 1977, 1978, 1982 e 1983. Con la squadra disputò tre Super Bowl, vincendo il Super Bowl XII nel 1978. Segnò anche un touchdown nel Super Bowl X.
Nel 1979, lui e Tony Hill, assieme a Tony Dorsett, fecero dei Cowboys la prima formazione della storia ad avere due giocatori che ricevettero più di mille yard e uno che ne corresse più di mille. Quell'anno fece registrare 55 ricezioni per 1.026 yard e 8 touchdown. Pearson ed Hill furono la prima coppia di ricevitori della storia dei Cowboys a ricevere mille yard a testa nello stesso anno.
Pearson divenne noto come "Mr. Clutch" per le sue numerose ricezioni decisive, in particolare quella nella partita divenuta nota come "Hail Mary Game" su un passaggio di Roger Staubach che sigillò la vittoria in una gara di playoff del 1975, una delle giocate più famose della storia della NFL. Ricevette anche il touchdown della vittoria in una gara di playoff del 1973 contro i Los Angeles Rams e un altro vincente dal quarterback di riserva Clint Longley nella gara del Giorno del Ringraziamento del 1974 contro i Washington Redskins. Tutte queste tre giocate entrarono nelle migliori 75 giocate della storia della lega, scelte da NFL Films nel 1994. Inoltre, in una gara di playoff del 1980 in trasferta contro gli Atlanta Falcons,  delle ricezioni decisive di Pearson aiutarono i Cowboys a vincere in rimonta. Nella finale della NFC del 1981 contro i San Francisco 49ers, Pearson quasi rese la giocata nota come "The Catch" irrilevante quando, negli ultimissimi istanti di gara, ricevette un lungo passaggio da Danny White che sarebbe stato il touchdown della vittoria per i Cowboys se il cornerback avversario Eric Wright non avesse fatto placcaggio a una mano, bloccandolo proprio in prossimità della zona utile per calciare un field goal (White commise un fumble nella giocata successiva, preservando la vittoria dei 49ers e qualificandoli per il Super Bowl XVI).
Nel marzo 1984, Drew si addormentò alla guida della sua Dodge Daytona, causando un incidente contro un autoarticolato parcheggiato. L'incidente si prese la vita del suo fratello minore (Carey Pearson) e lo costrinse a ritirarsi per i danni riportati.
La carriera di Pearson ebbe un impatto tale sui Dallas Cowboys che il suo numero 88 è riservato al miglior giocatore nel ruolo di wide receiver. L'Hall of Famer Michael Irvin e Dez Bryant in seguito l'hanno indossato.
Il 19 agosto 2011 il proprietario dei Cowboys Jerry Jones annunciò che Pearson sarebbe stato indotto nel prestigioso Dallas Cowboys Ring of Honor. Pearson, Charles Haley e Larry Allen furono tutti indotti nell'intervallo della gara Cowboys-Seahawks del 6 novembre 2011.

## Palmarès

### Franchigia
- Super Bowl : 1

Dallas Cowboys: XII
- National Football Conference Championship: 3

Dallas Cowboys: 1975, 1977, 1978

### Individuale
- Convocazioni al Pro Bowl: 3

1974, 1976, 1977
- First-team All-Pro: 3

1974, 1976, 1977
- Second-team All-Pro: 1

1975
- Leader della NFL in yard ricevute: 1

1977
- Formazione ideale della NFL degli anni 1970
- Pro Football Hall of Fame (classe del 2021)

## Statistiche
| Ricezioni     | 489   |
| Yard ricevute | 7.822 |
| Touchdown     | 48    |